# Struthanthus leptostachyus
Struthanthus leptostachyus là một loài thực vật có hoa trong họ Loranthaceae. Loài này được (Kunth) G. Don miêu tả khoa học đầu tiên năm 1834.